# Okręg wyborczy województwo słupskie do Senatu Rzeczypospolitej Polskiej
Okręg wyborczy województwo słupskie do Senatu Rzeczypospolitej Polskiej obejmował w latach 1989–2001 obszar województwa słupskiego. Wybierano w nim 2 senatorów, przy czym w latach 1989–1991 obowiązywała zasada większości bezwzględnej, zaś w latach 1991–2001 większości względnej.
Powstał w 1989 wraz z przywróceniem instytucji Senatu. Zniesiony został w 2001, na jego obszarze utworzono nowe okręgi nr 25 i 39.
Siedzibą okręgowej komisji wyborczej był Słupsk.

## Reprezentanci okręgu
| Rok  | Senator komitet wyborczy                 | Senator komitet wyborczy                          | Senator komitet wyborczy                 | Senator komitet wyborczy                                                                                    |
| ---- | ---------------------------------------- | ------------------------------------------------- | ---------------------------------------- | --- |
| 1989 |                                          | Anna Bogucka-Skowrońska Unia Demokratyczna (1991) |                                          | Henryk Grządzielski                                                                                         |
| 1991 |                                          | Anna Bogucka-Skowrońska Unia Demokratyczna (1991) |                                          | Mieczysław Włodyka Wojewódzki KW PSL – Sojusz Programowy w Słupsku (1991) Polskie Stronnictwo Ludowe (1993) |
| 1993 |                                          | Andrzej Szczepański Sojusz Lewicy Demokratycznej  |                                          | Mieczysław Włodyka Wojewódzki KW PSL – Sojusz Programowy w Słupsku (1991) Polskie Stronnictwo Ludowe (1993) |
| 1997 |                                          | Anna Bogucka-Skowrońska Unia Wolności             |                                          | Kazimierz Kleina Akcja Wyborcza Solidarność                                                                 |
| 2001 | okręg zniesiony, patrz okręgi nr 25 i 39 | okręg zniesiony, patrz okręgi nr 25 i 39          | okręg zniesiony, patrz okręgi nr 25 i 39 | okręg zniesiony, patrz okręgi nr 25 i 39                                                                    |

## Wyniki wyborów
Symbolem „●” oznaczono senatorów ubiegających się o reelekcję.

### Wybory parlamentarne 1989
| Kandydat | I tura  | I tura | II tura | II tura |
| Kandydat | Głosów  | %      | Głosów  | %       |
| --- | ------- | ------ | ------- | ------- |
| Anna Bogucka-Skowrońska                                                                                         | 106 575 | 68,12  | —       | —       |
| Henryk Grządzielski                                                                                             | 64 634  | 41,31  | 77 022  | 61,70   |
| Jan Kurylczyk                                                                                                   | 34 060  | 21,77  | 44 328  | 35,51   |
| Andrzej Czarnik                                                                                                 | 22 358  | 14,29  | —       | —       |
| Stanisław Sojka                                                                                                 | 13 407  | 8,57   | —       | —       |
| Antoni Szreder                                                                                                  | 12 463  | 7,97   | —       | —       |
| Tadeusz Żabiński                                                                                                | 9275    | 5,93   | —       | —       |
| Henryk Gański                                                                                                   | 8658    | 5,53   | —       | —       |
| Henryk Grzecza                                                                                                  | 7292    | 4,66   | —       | —       |
| Eugeniusz Friede                                                                                                | 3416    | 2,18   | —       | —       |
| Liczba głosów ważnych: 156 448 (I tura) • 124 842 (II tura) Źródło: Państwowa Komisja Wyborcza I tura i II tura |         |        |         |         |

### Wybory parlamentarne 1991
| Kandydat                                              | Kandydat                 | Komitet wyborczy                                     | Głosów |
| ----------------------------------------------------- | ------------------------ | ---------------------------------------------------- | ------ |
|                                                       | Anna Bogucka-Skowrońska● | Unia Demokratyczna                                   | 43 648 |
|                                                       | Mieczysław Włodyka       | Polskie Stronnictwo Ludowe Sojusz Programowy         | 27 352 |
|                                                       | Stanisław Staniuk        | Stronnictwo Demokratyczne                            | 26 886 |
|                                                       | Henryk Grządzielski●     | Unia Demokratyczna                                   | 22 249 |
|                                                       | Józef Bogusz             | Partia X                                             | 19 117 |
|                                                       | Jerzy Barzowski          | Niezależny Samorządny Związek Zawodowy „Solidarność” | 17 912 |
|                                                       | Zygmunt Szultka          | Chrześcijańskie Porozumienie Wyborcze                | 14 028 |
|                                                       | Waldemar Staszak         | Kongres Liberalno-Demokratyczny                      | 13 611 |
|                                                       | Barbara Krzywoszyńska    | Porozumienie Obywatelskie Centrum                    | 13 247 |
| Frekwencja: 40,03% Źródło: Państwowa Komisja Wyborcza |                          |                                                      |        |

### Wybory parlamentarne 1993
| Kandydat                                              | Kandydat                 | Komitet wyborczy                                     | Głosów |
| ----------------------------------------------------- | ------------------------ | ---------------------------------------------------- | ------ |
|                                                       | Andrzej Szczepański      | Sojusz Lewicy Demokratycznej                         | 47 898 |
|                                                       | Mieczysław Włodyka●      | Polskie Stronnictwo Ludowe                           | 47 259 |
|                                                       | Anna Bogucka-Skowrońska● | Unia Demokratyczna                                   | 46 920 |
|                                                       | Stanisław Łach           | Niezależny Samorządny Związek Zawodowy „Solidarność” | 23 428 |
|                                                       | Ryszard Bogusz           | Konfederacja Polski Niepodległej                     | 23 083 |
|                                                       | Teresa Krasowska         | Bezpartyjny Blok Wspierania Reform                   | 21 299 |
|                                                       | Jerzy Lisiecki           | Unia Demokratyczna                                   | 18 607 |
|                                                       | Czesław Hurynowicz       | KW „Doświadczenie-Fachowość-Rozwaga” w Słupsku       | 17 083 |
|                                                       | Anna Derlatko            | Konfederacja Polski Niepodległej                     | 12 444 |
| Frekwencja: 51,95% Źródło: Państwowa Komisja Wyborcza |                          |                                                      |        |

### Wybory parlamentarne 1997
| Kandydat                                              | Kandydat                | Komitet wyborczy                                                   | Głosów |
| ----------------------------------------------------- | ----------------------- | ------------------------------------------------------------------ | ------ |
|                                                       | Kazimierz Kleina        | Akcja Wyborcza Solidarność                                         | 49 800 |
|                                                       | Anna Bogucka-Skowrońska | Unia Wolności                                                      | 41 029 |
|                                                       | Andrzej Szczepański●    | Sojusz Lewicy Demokratycznej                                       | 39 125 |
|                                                       | Gerard Czaja            | Sojusz Lewicy Demokratycznej                                       | 37 436 |
|                                                       | Mieczysław Włodyka●     | Polskie Stronnictwo Ludowe                                         | 12 115 |
|                                                       | Waldemar Iniarski       | Unia Prawicy Rzeczypospolitej                                      | 11 039 |
|                                                       | Adam Jaworski           | KW Adama Marka Jaworskiego kandydata niezależnego na Senatora R.P. | 8389   |
|                                                       | Bogdan Onyszczuk        | KW Mieszkańców z woj. słupskiego „Niezależność”                    | 8046   |
|                                                       | Władysław Marcinkowski  | KW Władysława Marcinkowskiego                                      | 4806   |
|                                                       | Stanisław Mojsa         | Przymierze Samoobrona                                              | 4165   |
| Frekwencja: 42,47% Źródło: Państwowa Komisja Wyborcza |                         |                                                                    |        |